# Thricops innocuus
Thricops innocuus är en tvåvingeart som först beskrevs av Zetterstedt 1838.  Thricops innocuus ingår i släktet Thricops och familjen husflugor. Arten är reproducerande i Sverige. Inga underarter finns listade i Catalogue of Life.